# National Catholic Register
National Catholic Register jsou nejstarší celostátní americké noviny celostátní římskokatolické církve. Byly založeny 8. listopadu 1927 Msgr. Matthewem J. Smithem coby národní vydání místních novin Denver Catholic Register. Zabývají se novinkami ze Spojených států amerických, z Vatikánu i ze zbytku světa.
Dnes mají i internetovou verzi a tištěná verze vychází jednou za čtrnáct dní.
Od roku 2011 je vlastníkem novin EWTN, jejímž hlavním podnikáním je stejnojmenná kabelová televize.